# モリアーノ
モリアーノ（伊: Mogliano）は、イタリア共和国マルケ州マチェラータ県にある、人口約7,200人の基礎自治体（コムーネ）。

## 地理

### 位置・広がり
マチェラータ県のコムーネ。県都マチェラータから南へ13kmの距離にある。

#### 隣接コムーネ
隣接するコムーネは以下の通り。括弧内のFMはフェルモ県所属を示す。
- コッリドーニア
- フェルモ (FM)
- フランカヴィッラ・デーテ (FM)
- ローロ・ピチェーノ
- マッサ・フェルマーナ (FM)
- ペトリオーロ

### 気候分類・地震分類
モリアーノにおけるイタリアの気候分類 (it) および度日は、zona D, 2006 GGである。
また、イタリアの地震リスク階級 (it) では、zona 2 (sismicità media) に分類される。

## 人物

### 著名な出身者
- マッシモ・ジロッティ - 20世紀の俳優。